# 珍妮·狄克逊
珍妮·L·迪克逊（英語：Jeane L. Dixon，1904年1月5日—1997年1月25日）是美国在20世纪裡自称最为知名的为玄学家与占星师之一。她因合作的报纸占星专栏、一些广为流传的预言和一本热卖的自传而声名鹊起。

## 早年生活
迪克逊出生于威斯康星州梅德福德的一个德国移民家庭，早年名为莱蒂亚·艾玛·平克特，父亲名为戈哈特，母亲名为艾玛，但是在密苏里州与加利福尼亚州长大。迪克逊的生日据报告在1918年，迪克逊本人也向采访者这样表示。尽管一边如此声明，但是一次她又改称她出生于1910年。根据National Observer，调查家庭成员、验证官方记录的报社，当中的一位记者的一次调查显示她出生于1904年。
在加利福尼亚州南部，她的父亲与哈尔·罗奇共同经营汽车经销生意，后者为一名美国电影电视制片人与导演。迪克逊声称她尽管在加利福尼亚州长大，有一个“吉普赛人”给了她一颗水晶球，给她看了手相，预言她会成为知名的“先知”并给有权势的人们以建议。她于1939年嫁给了詹姆斯·迪克逊，后者曾经离婚。两人之后厮守终生但并未育有后代。迪克逊与她丈夫在生意上共同工作多年，并在公司中出任主席。
迪克逊是橄榄球运动员厄尼·平克特的妹妹。

## 身为玄学家的职业生涯
迪克逊据报道预言了约翰·肯尼迪总统遇刺。在1956年五月13日，她在Parade Magazine杂志的一个系列报道中写道1960年总统大选将为“共和党主导但由一位民主党候选人胜出」，之后便会「在任內遇刺或死去」。她后来承认，「在1960年大选中，我知道理查德·尼克松会胜出」，并且她明确地预言约翰·肯尼迪不会在大选胜出。
迪克逊一共写过七本书，其中包括她的自传、一本狗的食谱和一本占星星座学。她通过传记卷A Gift of Prophecy: The Phenomenal Jeane Dixon获得公众注意，该书由合作专栏作者雅丝·蒙哥马利编写。该书自1965年出版之后，售出量超过三百万。她自认是一位虔诚的天主教徒并将她的预言能力归结到上帝身上。她的另一本售出量百万的书，My Life and Prophecies，被认为是”和Rene Noorbergen谈话一样“，但是迪克逊遭到Adele Fletcher控告，后者认为此书是基于她的被出版商拒绝的手稿重写再版的。一位陪审员认为Fletcher享有5%的版权费。
理查德·尼克松总统通过秘书露丝玛丽·伍德遵从了他的预言。在1971年，尼克松总统至少在总统办公室与她见过一次。第二年，她有关于紧随慕尼黑惨案之后美国遭遇恐怖袭击的预言促使尼克松总统建立了一个反恐内阁会议。她也是数位向南希·里根提出建议的占星师之一。

## 逝世
1997年1月25日，就在狄克逊在华盛顿哥伦比亚特区的西布利紀念醫院（Sibley Memorial Hospital）裡说出「我知道事情一定会发生的。」後因心脏骤停而猝逝。她的许多所有物最终被归属于Leo M. Bernstein，华盛顿特区的一位投资人与银行家，他的客户当中就有迪克逊。2002年，他在維珍尼亞州Strasburg市建立珍妮·狄克逊博物馆与图书馆展示他的相关所有物。Bernstein于2008年逝世。2009年七月，所有所有物，共计500箱，被安排拍卖。

## 引用文献
1. ↑  Denis Brian, Jeane Dixon: The Witnesses, Doubleday & Company, 1976, p147–148
2. ↑  Bordsen, John. . Houston Chronicle. 21 July 2002.
3. ↑  . The Washington Post. 27 January 1997.
4. ↑  Koncius, Jura. . Washington Post. July 19, 2009  [2009-10-01]. （原始内容存档于2018-04-21）.
5. ↑  "Astrologer, psychic Dixon dies in Washington", The Oregonian, January 26, 1997.
6. ↑  .   [2017-03-11]. （原始内容存档于2008-07-20）.
7. ↑  Hines, Terence. . Prometheus Books. 2003: 71. ISBN 9781573929790.
8. ↑  Jeane Dixon （页面存档备份，存于）, biography, IMDb.com
9. ↑  Terror Watch: President Nixon's Secret Psychic Adviser （页面存档备份，存于）, MSNBC.com
10. ↑  Regan, Donald.
11. ↑  "Jean Dixon Psychic and Astrologer Whose Predictions Were Read By Millions", Pittsburgh Post-Gazette, January 27, 1997.